# نجران
نجران مدينة سعودية والعاصمة الإدارية لمنطقة نجران. تقع جنوب غرب السعودية. تشتهر بالـزراعة والتراث وبها سد وادي نجران، أحد أكبر السدود في الجزيرة العربية. يكثر فيها الـنخيل، وأشهر آثارها المنطقة الأخدودية التي ورد ذكرها في القرآن الكريم في سورة البروج. كما أن جبالها ما تزال بكرًا تزخر بالمواقع الأثرية والنقوش المتنوعة المليئة بالرسوم.

## التسمية
هناك عدة روايات حول تسمية منطقة نجران بهذا الاسم، ولكنها غير مؤكدة لأن الأمر يحتاج الكثير من الدراسات
القول الأول: أن نجران في اللغات القديمة تعني (الخشبة التي يدور عليها رتاج الباب).
القول الثاني: أن نجران تعني قديما (العطشان وذلك لأنها كانت وادي وفير بالمياه العذبة في وسط الجبال).

## السياسة والدين والمجتمع
نجران مجتمع قبلي ومعظم عوائل القبائل من الإسماعيلية وأهل السنة، وقد مر تاريخهم بعدة مراحل على مر التاريخ كانت جزءاً من مملكة سبأ وحمير ومعين وأرضهم هي أرض الأخدود التي ذكرت في القرآن. قبل الإسلام كان أهل نجران يعتنقون المسيحية، ولقد أسلموا في عهد الرسول محمد بعد أن أرسل إليهم علي بن أبي طالب بعد قصة المباهلة مع نصارى نجران.
وأثناء فترة عدم الاستقرار السياسي في معظم مدن الجزيرة العربية، تمكن أهل نجران من التفرد بالحكم الذاتي لفترة ليست بالقصيرة حتى طلب المكارمة - وهم سادة إسماعيلية يسكنون نجران - مع من حالفهم من القبائل، الانضمام إلى المملكة العربية السعودية. وبعد عامين من قيام المملكة العربية السعودية وتحديدًا في العام 1353 هـ الموافق 1934 أصبحت نجران جزءًا من المملكة.

## التاريخ
وفي حين تعد نجران «صرّة» تاريخ الجزيرة العربية ومهداً مهماً لحضاراتها وثقافاتها المتعاقبة، فإن الكلمة فيها اليوم تعود إلى الحقول الخضراء وليالي الصحراء المقمرة وأشجار النخيل الباسقة الممتدة مد البصر لتحمي المدينة من سفع رمال الخماسين، تاركة لأشجار الحمضيات والأراك ومنازل الطين والقش مهمة تلطيف الأجواء.

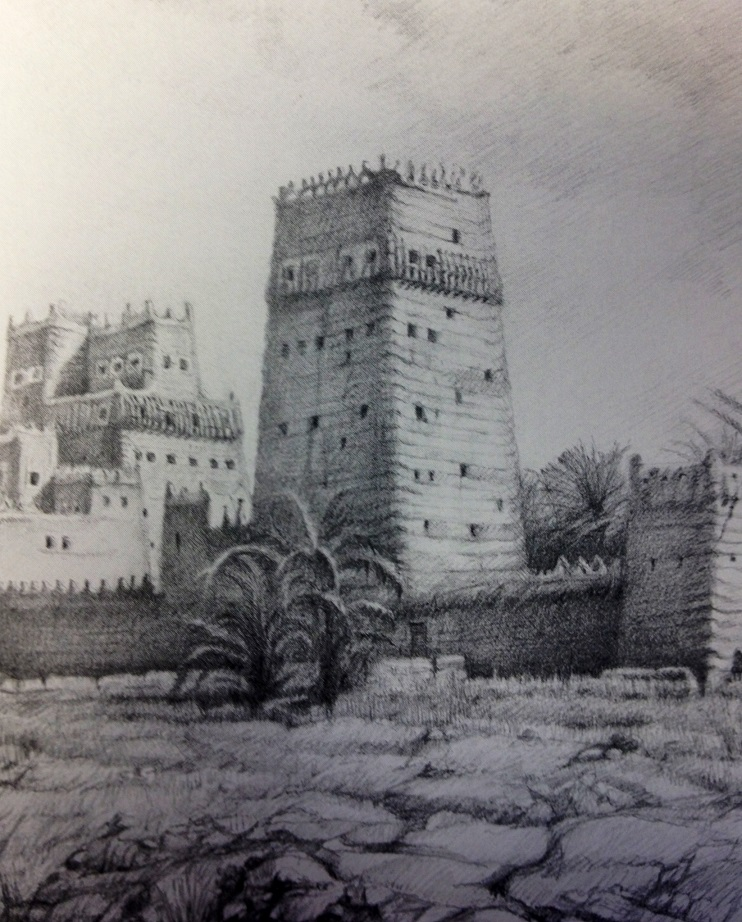
رسمة لمنزل جابر بن نصيب في نجران 1981 بواسطة الرسام الأمريكي وهبي الحريري الرفاعي

تنسب إحدى الروايات المتضاربة حول تاريخ نجران بداية المدينة إلى «نجران بن زيدان بن سبأ» الذي أسسها بعد ما حل في موقعها. وقد خضعت المدينة في العام 115 قبل الميلاد لدولة معين (من الممالك الجنوبية العربية القديمة) قبل أن يغزوها الرومان ويدمروها في العام 24 ق.م. في أعقاب احتلالهم مصر. وسكنها الحميريّون حتى العام 340م.[بحاجة لمصدر]
ولكن من الناحية الأثرية كان أهم ما عُرف عن نجران «الأخدود» الذي أورد القرآن الكريم محرقته في مطلع سورة البروج.
وخلاصة قصة الأخدود، كما وردت في تفسير ابن كثير إن الذي قتل أصحاب الأخدود (العام 524 م.) هو الملك الحميري «ذو نواس»، واسمه زرعة بن بيان اسعد أبو كرب، وعرف أيضاً باسم يوسف ابان حكمه، وهو من التبابعة الحميريين. وكان أحد اسلافه تبّع قد غزا الكعبة واستصحب معه حبرين من أحبار اليهود.
وذكر ابن اسحق ان «ذو نواس» أغار على نجران بعد تحوّل أهلها من اليهودية إلى النصرانية بفضل عبد الله بن التامر في قصته المشهورة، فسار إليهم «ذو نواس» وجنده ودعاهم إلى اليهودية، وخيّرهم بين ذلك والقتل، فاختاروا أن يموتوا رافضين التخلي عن دينهم. فحفر لهم الملك الحميري أخدوداً وحرق منهم بالنار قرابة عشرين ألف نسمة[بحاجة لمصدر] ومثّل بالباقين بعدما اعمل فيهم السيوف، وقيل أنه لم ينج منهم سوى رجل واحد هو دوس بن ثعلبان، الذي حاول فرسان «ذو نواس» اللحاق به عند فراره لكنهم لم يدركوه[بحاجة لمصدر].
وتشير الروايات القديمة إلى أن دوس بن ثعلبان ذهب إلى قيصر ملك الروم[بحاجة لمصدر] الذي أمر النجاشي ملك الحبشة بإرسال جيش. فما كان من الأخير إلا أن أرسل جيشاً من نصارى الحبشة يتقدمهم القائدان ارياط وأبرهة «الأشرم» اللذان احتلا اليمن بحجة الثأر لنصارى نجران، في حين غرق «ذو نواس» في البحر أثناء هروبه. واستمر احتلال الأحباش النصارى لليمن سبعين سنة حتى قام أبرهة بمحاولة هدم الكعبة، وما تبعه من نكبات لذلك الجيش بعد أن أرسل الله عليهم طيراً أبابيل، مما سهل مهمة سيف بن ذي يزن الحميري الذي حرر اليمن من الأحباش بدعم من كسرى ملك الفرس الذي أرسل معه سبعمائة ألف سجين[بحاجة لمصدر] كانوا مسجونين عنده.
طريق القوافل من ناحية أخرى، عرفت نجران منذ القدم بأنها واحدة من أهم المدن التجارية بفضل وقوعها على مفترق طرق القوافل التجارية الرئيسية القديمة التي كانت تربط جنوب الجزيرة العربية بشمالها، وأفريقيا بالمشرق، محتلة مكانة متميزة في تجارة العالم القديم.
كما كان دخول أهل نجران في الإسلام بعد مناظرتهم للرسول محمد وذلك في قصة المباهلة الشهيرة التي نزل فيها شيء من القرآن.

## التعليم في منطقة نجران
توجد بنجران جامعة نجران وتضم جميع التخصصات، الكلية التقنية، كلية المجتمع، الكلية الصحية للبنات، المعهد المهني، أكاديمية نجران للعلوم الصحية، ومعهد المهارات للحاسب الآلي والعديد من المعاهد الخاصة مثل معهد الخليج للتدريب نيوهرايزن، المعهد السعودي الأمريكي، معهد البشر، معهد اللغات التربوي ويبلغ عدد المدارس للبنين في منطقة نجران 183 مدرسة و360 مدرسة للبنات.

## الرعاية الصحية
يتلقى سكان المنطقة الرعاية الصحية من عدة مستشفيات كبرى، وعشرات المستوصفات والمراكز الصحية.
ومن أهم المستشفيات:
1. مستشفى الملك خالد (265 سريراً).
2. مستشفى نجران العام (175 سريراً).
3. مستشفى الولادة والأطفال (200 سرير).
4. مستشفى الصحة النفسية (50سريراً).
5. مستشفى الأمراض الصدرية والحميات (70 سريراً).
6. مستشفى شرورة العام (100 سرير).
7. مستشفى القوات المسلحة بنجران (130 سريراً).
8. مستشفى حبونا العام (180 سريراً).
9. مستشفى ثار العام (50 سريرا).

وهناك 60 مركزاً للرعاية الصحية الأولية، و6 نقاط صحية وفرع لهيئة الهلال الأحمر، ومستوصف لمنسوبي الأمن الداخلي، وآخر لمنسوبي الحرس الوطني. وعدد من الوحدات الصحية المدرسية وكما يوجد ما يقارب عشرة مستوصفات خاصة.

## الفنادق والشقق
فندق جلوريا إن - فندق حياة نجران - فندق رمادا - فندق الأخدود - فندق ليفانت - فندق أوسيس - فندق سنوب - اللوتس للأجنحة الفندقية - فندق هبي دي إن - فندق الربيع - فندق نجران كراون - فندق البستان - فندق المنارة - فندق صحاري نجران - فندق المحمل - فندق شرورة والكثير من الشقق المفروشة للعزاب والعوائل.

## الخدمات الشبابية (الرياضية والثقافية)
تولي الرئاسة العامة لرعاية الشباب (وزارة الرياضة حالياً) اهتماماً واسعاً بشباب منطقة نجران، حيث تأسس مكتب رعاية الشباب في المنطقة عام 1400هـ للإشراف على النشاطات الرياضية والاجتماعية التي تمارس عبر الأندية التالية:
1. نادي الأخدود تأسس عام 1396هـ.
2. نادي شرورة تأسس عام 1396هـ.
3. نادي نجران تأسس عام 1401هـ.
4. نادي حبونا تأسس عام 1438 هـ.

والعديد من المراكز الرياضية مثل (مركز الخالدية الرياضي - مركز سعودي سبورت الرياضي - عالم البولينج - مركز الأمير مشعل الرياضي - مركز فرحة الرياضي - صالة الصقر الترفهية - ملعب الحزام الرياضي - مركز أبا السعود الرياضي - مركز حمدان المخلص للكاراتيه وفنون الدفاع عن النفس - صالة القمر الرياضية - صالة الأوائل) والعديد من الصالات الرياضية الصغيرة الأخرى.
أما على المستوى الثقافي جمعية الثقافة والفنون - النادي الأدبي - مكتبة نجران العامة.

## أهم البنوك والمصارف
البنك الفرنسي - بنك ساب - بنك الرياض - البنك العربي - بنك سامبا - البنك الأهلي - بنك البلاد - بنك الإنماء - بنك الجزيرة ومصرف الراجحي وغيرها.

## القضاء
محاكم المنطقة تشمل المحكمة العامة بنجران والجزئية بنجران أيضاً ومحاكم محافظات يدمه وحبونا وثار رئيس وسبق أن رأس المحاكم عدد من المشايخ منهم الشيخ أحمد ناصر الغنيم إبان إمارة الأمير خالد الأحمد السديري ويرأس محاكم منطقة نجران حالياً الشيخ ماجد بن محمد الرجيعي.

## المواصلات
تتصل نجران بما حولها عبر شبكة من الطرق المستقلة، التي يتصل بعضها مباشرة بالشبكة العامة للطرق في المملكة، ومن أهمها:
1. طريق الفيصلية - نجران القديمة، 7 كيلو متر.
2. طريق المطار - الفيصلية، 22 كيلو متر.
3. طريق الملك عبد الله ماقان - العريسة، 23 كيلو متر.
4. طريق شرورة - الوديعة - نجران، 370 كيلو متر.
5. طريق نجران - السليل، 370 كيلو متر.
6. الطريق الدائري 30 كيلو متر.
7. طريق نجران - ظهران الجنوب 112 كيلو متر.
8. طريق نجران - ثار 80 كيلو متر.

وهناك ما يقارب 600 كيلو من الطرق الفرعية، والتي تربط مدينة نجران بالمدن والقرى التي حولها.
كما يوجد مطار يبعد 30 كيلو متراً عن قلب المدينة.

## الآثار والمعالم والسياحية
تعتبر منطقة نجران من المناطق التي تضم الآثار والمعالم السياحية الهامة والتي كانت نتاج حقب زمنية متفاوتة ولذلك أولت هيئة السياحة والآثار بالمملكة العربية السعودية أهمية كبيرة للمنطقة وذلك بتشجيع السياحة من خلال إحياء المهرجانات السياحية وترتيب رحلات دورية لمجموعات سياحية من خارج وداخل المملكة لتعريفهم بالمنطقة وآثارها، ومن أهم الآثار السياحية والمعالم الحضارية في منطقة نجران:
| - منطقة الأخدود الأثرية. - متحف نجران للآثار والتراث. - قصر الإمارة التاريخي. - عشة ومخيم الملك سعود. - غار الملك سعود. - حايره السلم. - منتزه الملك فهد (غابة سقام). - قلعة القشلة. | - محمية الأمير سلطان. - حديقة الملك عبد العزيز. - سد وادي نجران. - كعبة نجران (تصلال). - منتزه موعاه. - حبل العارضة. - جبال نجد خيران. | - حصن نجران. - وادي الجموم. - قلعة بدر الجنوب. - مركز أبحاث البستنة. - قرن سبط. - وادي حبونا. - قصر الثغر. - ميدان الفروسية. | - قرية اللجام. - جبل صيدح. - جبل رعوم. - بيوت العان الأثرية. - السوق الشعبي للحرف اليدوية. - سوق الجنابي. - وادي الكوكب. - آبار حمى. - قلعة الخليف. |

## المطبخ النجراني

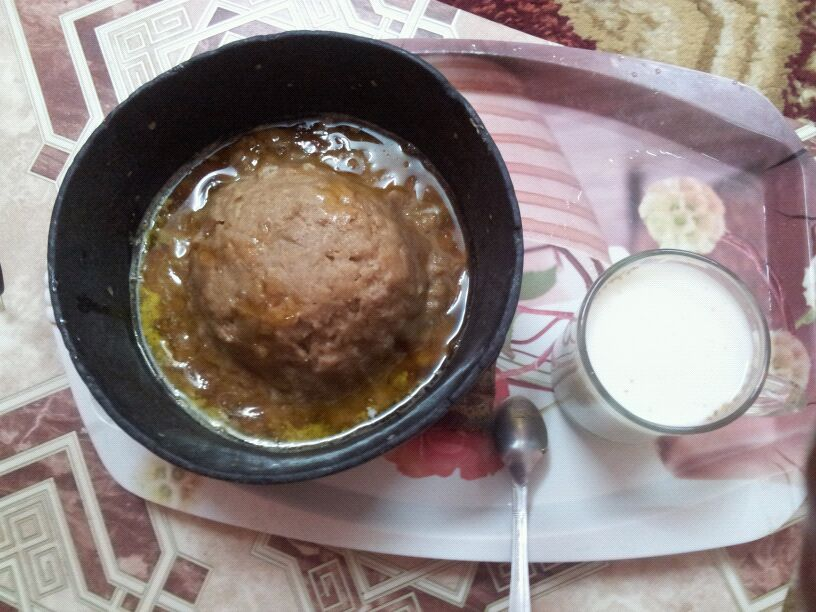
محض وسمن من المطبخ النجراني.

تتميز نجران بوجود مجموعة من الأكلات الشعبية الشهيرة والتي تتفرد ببعضها أو تتشابهه مع غيرهامن مناطق السعودية، ومنها:
- المعصوبة:

وتتكون من الذرة حيث توضع بعد خبزها في التنور في وعاء وتهرس حتى تصبح لينة ويصب فوقها (المرق) وتقدم في المناسبات.
- الوفد:

وتتكون هذه الأكلة من البر (القمح) الذي يوضع في وعاء خاص بعد خبزه ثم يضغط بواسطة اليد حتى يصبح كالكرة، ثم يوضع في آنية من الخوص تسمى (مطرح) ويقدم إلى جانب (المرق)، وتسمى الأكلة وفد ومرق.
- البر والسمن:

```
يعمل البر بنفس طريقة الوفد، ويوضع في وسطه حفرة مجوفة حتى يصب فيها السمن، وأحيانًا يضاف العسل وأحيانًا يضاف الدبس (الرب) ثم يقدم، وهو من وجبات الإفطار المفضلة.
```

- المرضوفة:

```
تتكون من البر، وتيتم عملها بنفس طريقة الطبخة السابقة (البر والسمن)، وتزيد الطريقة عن سابقتها بوضع قطعة حجر ساخنة جدًا ثم تقدم تغطى وتقدم بسرعة، ويقوم من يريد أن يأكلها بفتح الغطاء؛ ليستنشق رائحتها، وهذه الأكلة تقدم عادة للشخص المصاب بنزلة برد أو التهاب في الحنجرة.
```

```
الرُّقش:
 من الأكلات المشهورة في منطقة نجران في السعودية، وهي من الأكلات لذيذة الطعم ولها عدة طرق. فهناك من يضع عليها السمن والحليب أو المرق الخالص باللحم أو مرق الدجاج الخفيف مع الخضار
```

- الحويسة.
- الفيد.
- اللّكية.
- الرّبيكة.
- الحميسة: تعد بمناسبة عيد الأضحى المبارك، ولا يكاد يخلو بيت من بيوت أهل نجران منها. وتشتهر هذه الأكلة خلال أيام عيد الأضحى بسبب كثرة الأضاحي، ويتم تناولها مع المرق أو الرقش أو حتى خبز البر، وما يميزها كذلك بأنها بعد الإعداد يستطيع الشخص تخزينها والاستفادة منها لفترات طويلة.
- الرّب. [9]

## المناخ
يظهر الجدول التالي التغييرات المناخية على مدار السنة لنجران:
| البيانات المناخية لـنجران         | البيانات المناخية لـنجران | البيانات المناخية لـنجران | البيانات المناخية لـنجران | البيانات المناخية لـنجران | البيانات المناخية لـنجران | البيانات المناخية لـنجران | البيانات المناخية لـنجران | البيانات المناخية لـنجران | البيانات المناخية لـنجران | البيانات المناخية لـنجران | البيانات المناخية لـنجران | البيانات المناخية لـنجران | البيانات المناخية لـنجران |
| الشهر                             | يناير                     | فبراير                    | مارس                      | أبريل                     | مايو                      | يونيو                     | يوليو                     | أغسطس                     | سبتمبر                    | أكتوبر                    | نوفمبر                    | ديسمبر                    | المعدل السنوي             |
| --------------------------------- | ------------------------- | ------------------------- | ------------------------- | ------------------------- | ------------------------- | ------------------------- | ------------------------- | ------------------------- | ------------------------- | ------------------------- | ------------------------- | ------------------------- | ------------------------- |
| متوسط درجة الحرارة الكبرى °م (°ف) | 16.6 (61.9)               | 19.2 (66.6)               | 22.3 (72.1)               | 25 (77)                   | 28.1 (82.6)               | 29.3 (84.7)               | 29.8 (85.6)               | 29.5 (85.1)               | 27.5 (81.5)               | 23.1 (73.6)               | 19.7 (67.5)               | 16.5 (61.7)               | 23.9 (75.0)               |
| متوسط درجة الحرارة الصغرى °م (°ف) | 8.7 (47.7)                | 10.4 (50.7)               | 14.1 (57.4)               | 17 (63)                   | 19.3 (66.7)               | 19.6 (67.3)               | 19.6 (67.3)               | 20.7 (69.3)               | 18.7 (65.7)               | 15 (59)                   | 12 (54)                   | 8.2 (46.8)                | 15.3 (59.6)               |
| الهطول مم (إنش)                   | 2 (0.1)                   | 3 (0.1)                   | 10 (0.4)                  | 14 (0.6)                  | 4 (0.2)                   | 1 (0.0)                   | 1 (0.0)                   | 2 (0.1)                   | 0 (0)                     | 3 (0.1)                   | 1 (0.0)                   | 0 (0)                     | 65 (2.6)                  |
| المصدر: Climate data              |                           |                           |                           |                           |                           |                           |                           |                           |                           |                           |                           |                           |                           |

## وصلات خارجية
- أمانة منطقة نجران
- جامعة نجران
- صحيفة نجران نيوز الإلكترونية